# Cornelis Antonie Jan Abraham Oudemans
Cornelis Antoon Jan Abraham Oudemans (født 7. december 1825 i Amsterdam, død 29. august 1906 i Arnhem) var en hollandsk botaniker. Han var bror til Jean Abraham Chrétien Oudemans.
Oudemans var først professor i medicin og botanik i det daværende Athenæum i Amsterdam, blev 1877 professor ved universitetet sammesteds i botanik, fra hvilken post han 1896 trak sig tilbage. I planteanatomien er han særlig kendt som forfatter af en afhandling om orkideernes luftrødder (1861), hvor han opdager og benævner den af ham såkaldte endodermis; i farmakognosien er han kendt som forfatter af Observations sur la structure microscopique de écorces de Quinquina (1871); desuden har han skrevet en Leerboek der Plantenkunde (1866; nyt oplag med Hugo de Vries, 1883), en Lebrbuch der Pharmakognosie des Thier- und Pflanzenreichs (2. oplag 1880), samt foruden mange mindre opsatser De Flora van Nederland (3 dele, 2. oplag 1872—1874), Matériaux pour la flore mycologique de la Néerlande (1867—1890). Han var udgiver af Nederlandsch kruitkundig Archief samt af Archives Néerlandaises. En slægt af sterculiaceernes familie er af Friedrich Anton Wilhelm Miquel kaldt Oudemansia efter ham.